# ル・ポン＝ド＝モンヴェール
ル・ポン＝ド＝モンヴェール （Le Pont-de-Montvert）は、フランス、ラングドック＝ルシヨン地域圏、ロゼール県の旧コミューン。2016年1月1日、合併によってポン＝ド＝モンヴェール＝シュド＝モン＝ロゼール（Pont-de-Montvert-Sud-Mont-Lozère）となった。

## 地理
県南部、ロゼール山地南麓にある。コミューン内の高い山の上、オピタル集落近くに水源のあるタルヌ川が流れる。村落の南側からブジェス山地が始まる。

## 歴史

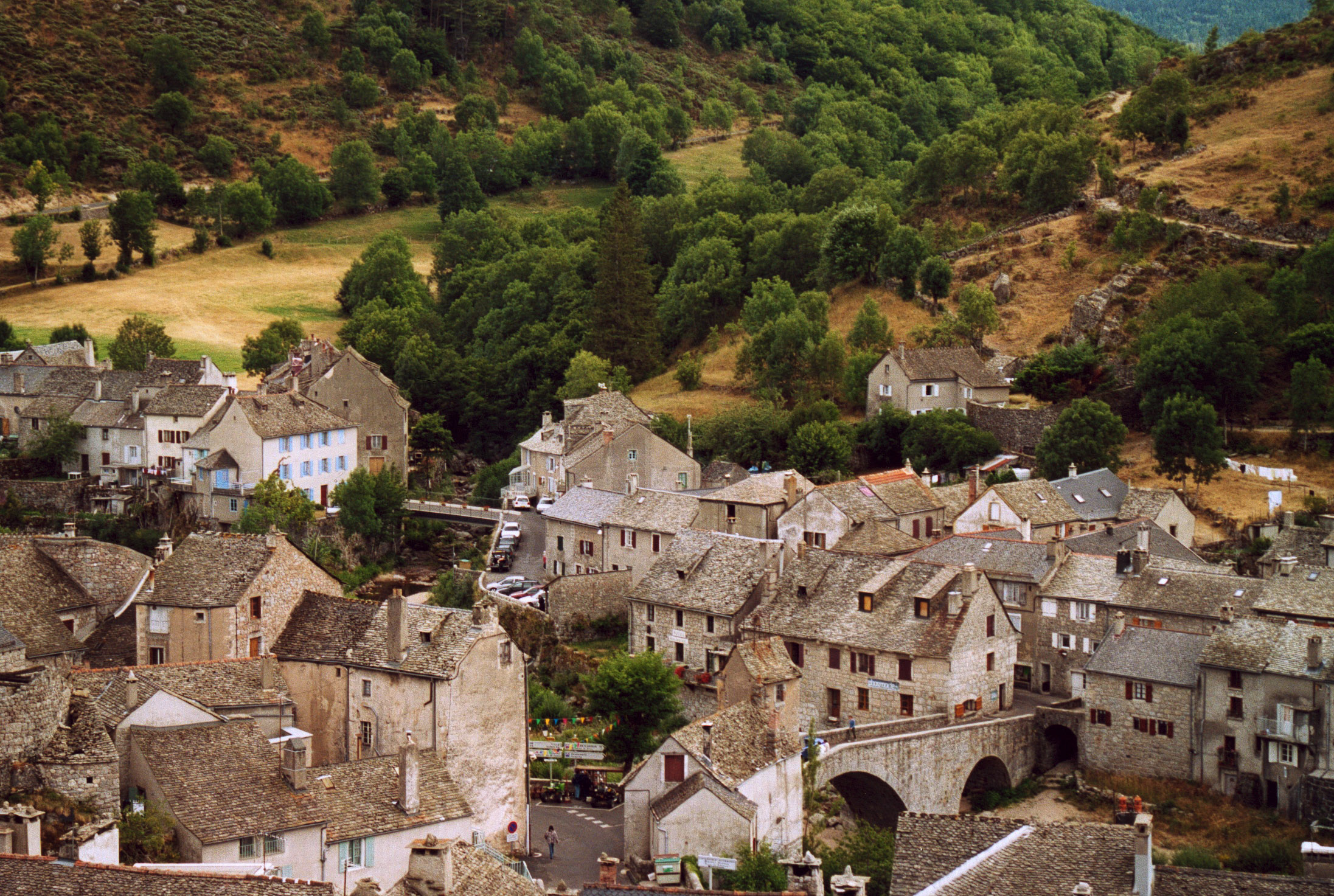

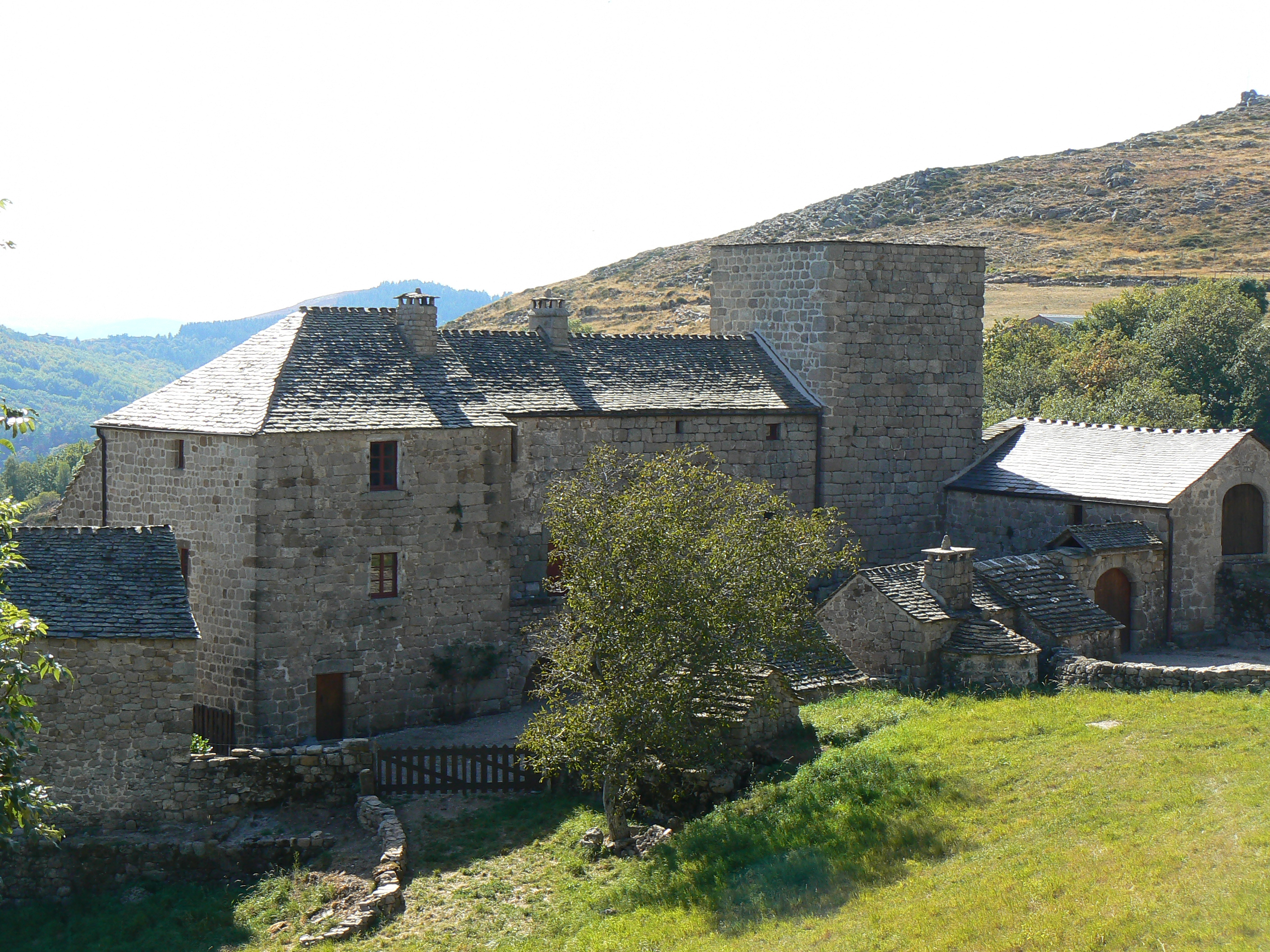
グリザック城

ル・ポン＝ド＝モンヴェールという地名は、モンス（Mons）という姓名に由来している。アルビジョア十字軍の時代、トゥールーズ伯レーモン5世の家臣であったモンス領主は、部下を連れて迫害から逃れた。そしてスペインからやってきたユダヤ系の徴集兵たちもトゥールーズ伯領へ避難した。現在のコミューンより標高の高い場所、タルヌ川を見下ろす位置であるシャステル岩の下に、いまだカタリ派の小さな要塞跡を識別することができる。2代目の武装した代官の名ジャン・ダンドレの誓いによって証明されているように、この時代より、ポン＝ド＝モンヴェールは宗教戦争勃発時からの抵抗勢力の温床であった。村落は、1702年7月24日、カミザールの乱が始まった地としてよく知られている。異端審問官のシェラ神父は新教徒の大量処刑を行い、悪名高いその残虐さでコミューンを数年間掌握していた。彼は、拘留や拷問を行う場所としてかつての代官ジャン・ダンドレの家を用いた。反乱の指導者の一人、カミザールのエスプリ・セギエは、ル・ポン＝ド＝モンヴェールのタルヌ河岸で生きながら火あぶりにされる前に右手を切断された。17世紀、ル・ポン＝ド＝モンヴェール村落は行政上はフリュジェールとフラシネ・ド・ロゼール教区に属していた。
イギリスの作家ロバート・ルイス・スティーヴンソンは、1878年9月28日にル・ポン＝ド＝モンヴェールに立ち寄っていることが、1879年に発行された紀行文『旅はろばを連れて』の中で記されている。

## 史跡
- グリザック城 - 13世紀。のちにローマ教皇ウルバヌス5世となるギヨーム・ド・グリモアールの出生地。
- ロゼール山地エコミュージアム - ロゼール山地の歴史展示を行っている

## 人口統計
| 1962年 | 1968年 | 1975年 | 1982年 | 1990年 | 1999年 | 2006年 | 2011年 |
| ------ | ------ | ------ | ------ | ------ | ------ | ------ | ------ |
| 467    | 384    | 312    | 305    | 281    | 272    | 285    | 282    |

参照元:1999年までEHESS、2004年以降INSEE